# Carlo Chiarlo

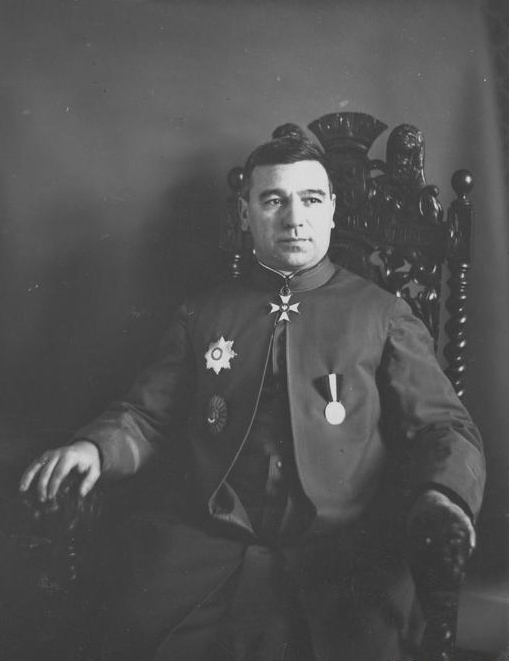
Monsignore Carlo Chiarlo als Auditor in der Nuntiatur in Polen (Foto 1926)

Kardinalswappen von Carlo Chiarlo

Carlo Kardinal Chiarlo (* 4. November 1881 in Pontremoli, Provinz Massa-Carrara, Italien; † 21. Januar 1964 in Lucca) war ein italienischer Geistlicher, Diplomat des Heiligen Stuhls und Kurienkardinal der römisch-katholischen Kirche.

## Leben
Carlo Chiarlo studierte in Lucca und Rom die Fächer Philosophie und Katholische Theologie. Er empfing am 28. Mai 1904 das Sakrament der Priesterweihe und arbeitete anschließend als Seelsorger sowie als Dozent in der Erzdiözese Lucca. 1917 trat er in den diplomatischen Dienst des Vatikans ein und arbeitete bis 1922 als Sekretär für die Apostolische Nuntiatur in Peru. In den Jahren 1922 bis 1928 war er für die Apostolische Nuntiatur in Polen tätig.
Papst Pius XI. ernannte ihn am 12. Oktober 1928 zum Titularerzbischof von Amida dei Siri. Die Bischofsweihe empfing Carlo Chiarlo am 11. November desselben Jahres durch Kardinal Pietro Gasparri; Mitkonsekratoren waren Kurienerzbischof Giovanni Volpi und Teodor Kubina, der Bischof von Częstochowa. Von 1928 bis 1932 war er Apostolischer Nuntius in Bolivien. Im Januar 1932 wurde er zum Apostolischen Internuntius für Zentral-Amerika mit Sitz in Costa Rica ernannt. Zu seinem Zuständigkeitsgebiet gehörten bis zum 30. September 1933 außerdem Guatemala, Honduras, Nicaragua, Panama und El Salvador. Mit der Errichtung eigenständiger Nuntiaturen in diesen sechs Staaten ab diesem Zeitpunkt wurde ihm die Zuständigkeit für Costa Rica, Nicaragua und Panama übertragen, die Leitung der Nuntiaturen in Guatemala, Honduras und El Salvador wurde Erzbischof Albert Lavame übertragen. 1940/41 (Datum unsicher)  kehrte er nach Rom zurück und wurde Päpstlicher Sonderbeauftragter für die Betreuung von Kriegsgefangenen. 1945 leitete Carlo Chiarlo die Päpstliche Sondermission in Deutschland, von 1946 bis 1954 war er Apostolischer Nuntius in Brasilien, von 1954 bis 1958 war er Nuntius für Besondere Aufgaben im Staatssekretariat.
Papst Johannes XXIII. nahm Carlo Chiarlo am 15. Dezember 1958 als Kardinalpriester mit der Titelkirche Santa Maria in Portico in das Kardinalskollegium auf. Carlo Kardinal Chiarlo nahm am Konklave des Jahres 1963 sowie an den ersten beiden Sessionen des Zweiten Vatikanischen Konzils teil.
Er starb am 21. Januar 1964 in Lucca und wurde auf dem dortigen städtischen Friedhof beigesetzt.

## Ehrungen
- 1953: Großkreuz des Verdienstordens der Italienischen Republik